# 天网卫星计划
天网卫星计划（Skynet）是英国国防部的太空项目，由一系列军用卫星组成，目的是为英军和北约部队提供战略通信服务。这一计划耗资36亿英镑，是英国最大的单一太空项目。

## 天网卫星系列
- 天网5A卫星在2007年3月发射，已为在伊拉克和阿富汗的英军提供安全情报服务。